# Diocèse de Limbourg
Pour les articles homonymes, voir Limbourg (homonymie).
Le diocèse de Limbourg (en latin : dioecesis Limburgensis ; en allemand : Bistum Limburg) est une Église particulière de l'Église catholique en Allemagne. Situé en Hesse du Nord et dans le Oldenbourg, il a son siège à la cathédrale Saint-Georges de Limbourg-sur-la-Lahn. Depuis 1930, il est suffragant de l'archidiocèse de Cologne. Georg Bätzing est l'évêque du diocèse depuis juillet 2016.

## Territoire
Le diocèse de Limbourg confine : au nord, avec l'archidiocèse de Paderborn ; à l'est, avec le diocèse de Fulda et celui de Mayence ; au sud-ouest et à l'ouest, avec celui de Trèves ; au nord-ouest, avec l'archidiocèse de Cologne.

## Histoire
Le diocèse de Limbourg est érigé le 16 août 1821, par la bulle Provida solersque du pape Pie VII. Le diocèse couvre alors le duché de Nassau et la ville libre de Francfort. Il est alors suffragant de l'archidiocèse de Fribourg-en-Brisgau.
À la suite de la guerre austro-prussienne de 1866, le royaume de Prusse annexe le duché de Nassau et la ville libre de Francfort par une loi du 20 septembre 1866 ainsi qu'une partie du grand-duché de Hesse — le Hessisches Hinterland — par une loi du 24 décembre suivant.
Le concordat signé le 14 juin 1929 entre l'État libre de Prusse et le Saint-Siège prévoit de rendre le diocèse de Limburg suffragant de l'archidiocèse de Cologne et d'y incorporer la partie de la ville de Francfort relevant de celui de Fulda.
Par la bulle Pastoralis officii nostri du 13 août 1930, le pape Pie IX le rend suffragant de l'archidiocèse de Cologne.

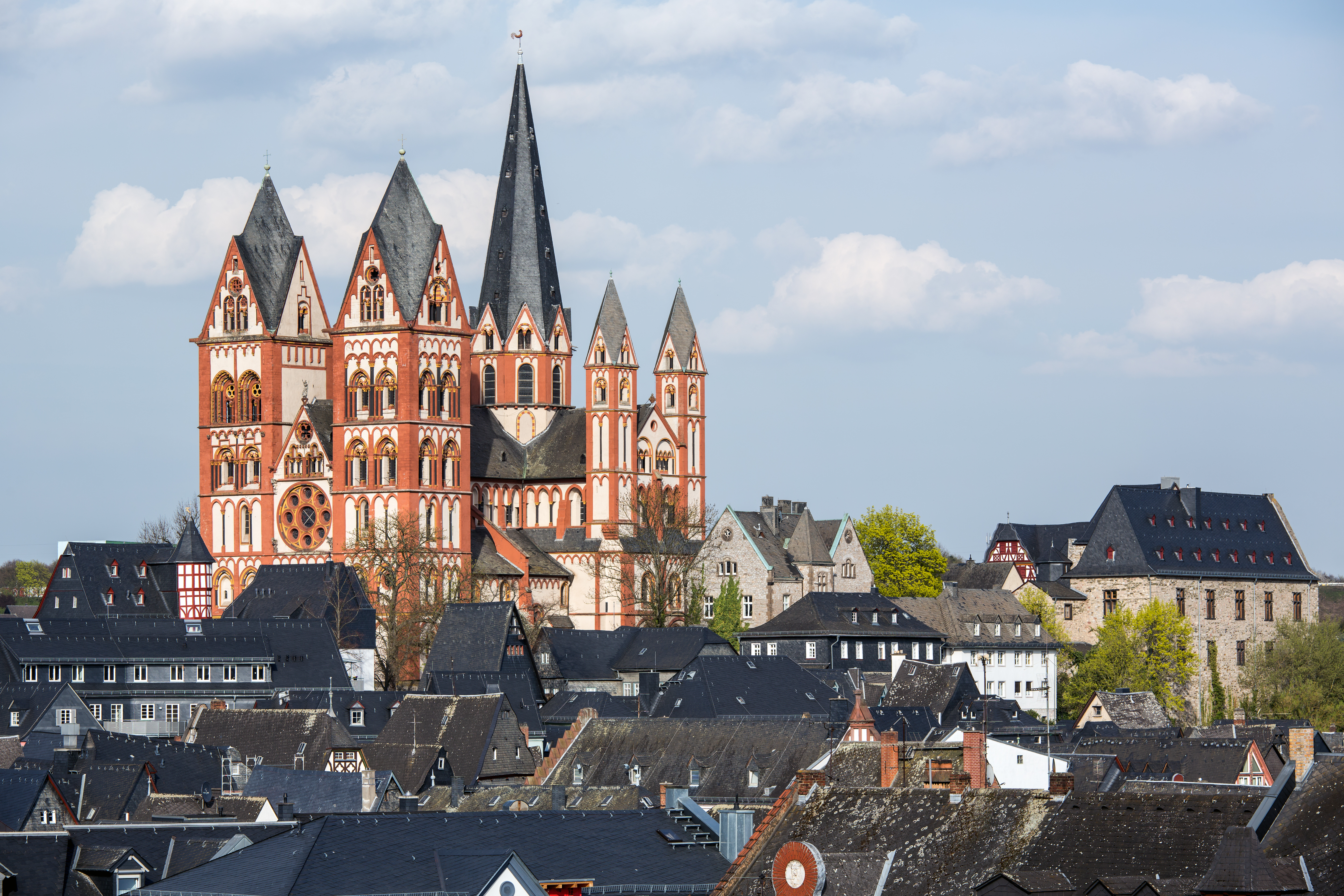
La cathédrale Saint-Georges
de Limburg an der Lahn.

## Cathédrale et basiliques mineures
La cathédrale Saint-Georges de Limbourg-sur-la-Lahn, dédiée à saint Georges de Lydda, est l'église cathédrale du diocèse.
Celui-ci compte deux basiliques mineures :
- la basilique Notre-Dame-de-l'Assomption de Marienstatt, à Streithausen, dédiée à l'Assomption de Marie[6] ;
- la basilique Saint-Denis-et-Saint-Valentin de Kiedrich[7]

## Évêques
- 1827-1833 : Jakob Brand[8]
- 1834-1840 : Johann Wilhelm Bausch[9]
- 1840-1842 : vacant (Joannes Augustinus Paredis, administrateur apostolique[10])
- 1842-1884 : Peter Joseph Blum[11]
- 1885-1886 : Johannes Christian Roos[12]
- 1886-1898 : Karl Klein[13]
- 1898-1913 : Dominikus (Martin Karl) Willi, O. Cist.[14]
- 1913-1930 : Karl Augustinus Kilian[15]
- 1930-1947 : Anton Hilfrich[16]
- 1947-1948 : Ferdinand Dirichs[17]
- 1949-1981 : Wilhelm Kempf[18]
- 1982-2007 : Franz Kamphaus[19]
- 2007-2014[20] : Franz-Peter Tebartz-van Elst[21]
  - 26 mars 2014-1er juillet 2016 : siège vacant, administrateur apostolique : Manfred Grothe
- depuis 2016: Georg Bätzing